# لینگ لون
لینگ لون (به چینی سنتی: 伶倫 یا 泠倫) پدیدآورندهٔ اسطوره‌ای موسیقی در چین باستان بود. گفته‌شده او فلوتی از جنس بامبو ساخته‌بود و بدان آوای بسیاری از پرندگان و از آن میان ققنوس را درمی‌آورد. به دستور امپراتور زرد زنگ‌هایی ساخته بودند تا با آن فلوت هم‌آوایی کنند.
در بازی رایانه‌ای تمدن ۴ لینگ لون در نقش یک هنرور پدیدار می‌شود.